# 猶他州雪松城聖殿
猶他州雪松城聖殿是位於美國猶他州雪松城的耶穌基督後期聖徒教會的一座聖殿。當時教會會長多馬‧孟蓀2013年4月6日，在教會的總會大會期間宣布了建造聖殿的意圖。該聖殿和里約熱內盧聖殿同時宣布；當時，該宣佈使教會全球聖殿總數達到170座。這是猶他州建造的第17座聖殿。
2015年8月8日，惠尼·克雷頓長老（Elder Whitney Clayton）主持了奠基儀式，標誌著建設的開始。公共開放日於2017年10月27日至11月18日舉行，星期日除外。這座聖殿於2017年12月10日由亨利·艾寧會長（President Henry B. Eyring）奉獻。